# Mozac
Mozac is een gemeente in het Franse departement Puy-de-Dôme (regio Auvergne-Rhône-Alpes) en telt 3510 inwoners (2007). De plaats maakt deel uit van het arrondissement Riom. Mozac telde op 1 januari 2022 3.889 inwoners.

## Geografie
De oppervlakte van Mozac bedroeg op 1 januari 2022 4,05 vierkante kilometer; de bevolkingsdichtheid was toen 960,2 inwoners per km².

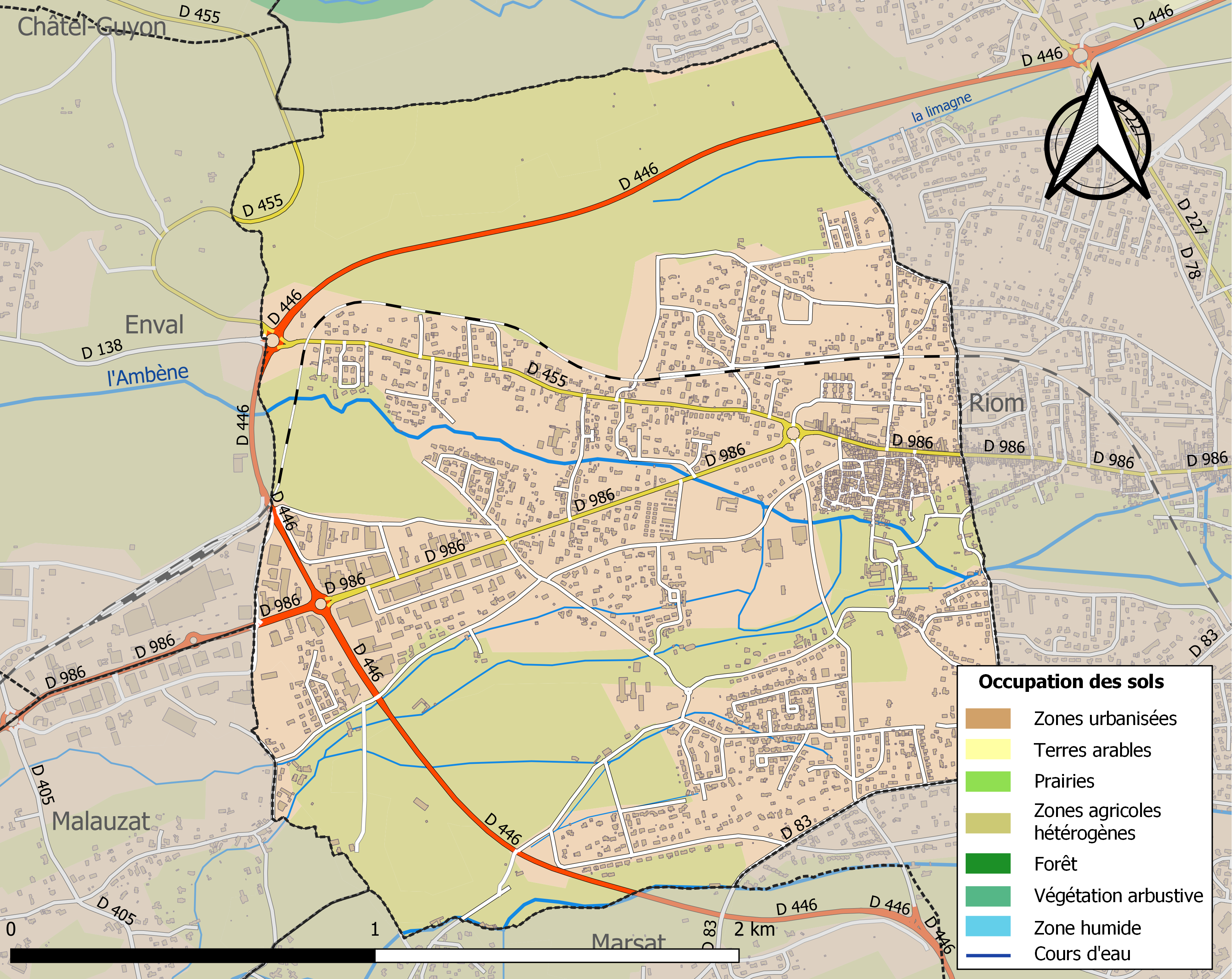
Kaart van de gemeente met belangrijkste infrastructuur, bodemgebruik en omliggende gemeenten

## Demografie
Onderstaande figuur toont het verloop van het inwonertal (bron: INSEE-tellingen).